# Saxifraga hookeri
Saxifraga hookeri är en stenbräckeväxtart som beskrevs av Adolf Engler och Irmsch.. Saxifraga hookeri ingår i Bräckesläktet som ingår i familjen stenbräckeväxter. Utöver nominatformen finns också underarten S. h. rolwalingensis.